# Lionel Boulet
Pour les articles homonymes, voir Boulet (homonymie).
Lionel Boulet (Québec 19 juillet 1919  - 1er janvier 1996 à l'âge de 76 ans) est un ingénieur québécois. Pionnier de la recherche en génie électrique au Québec, il a fondé  l'Institut de recherche d'Hydro-Québec (IREQ) qu'il dirigea jusqu'en 1982.

## Biographie
Né à Québec, Lionel Boulet entreprend des études de génie. Après son baccalauréat ès sciences, il travaille à la centrale de l'Île-Maligne de l'Alcan, puis chez RCA Victor à Montréal, où il participe à l'effort de guerre en travaillant au sein d'une équipe faisant la mise au point du premier train d'atterrissage automatique.  Il retourne étudier à l'Université de l'Illinois et il y obtient une M.Sc. en génie électrique. L'établissement américain lui offre un poste de professeur, mais il refuse de se laisser convaincre et revient dans sa ville natale en 1948 afin de « revenir faire quelque chose pour le Québec ».
Il entreprend une carrière de professeur-chercheur au département de génie électrique de l'Université Laval, qu'il dirigera de 1953 à 1964. Pendant son passage au département, il contribuera à développer des programmes des cycles supérieurs. Dès 1955, Boulet était convaincu de l'importance pour le Québec de se doter d'un centre de recherche sur l'énergie. Il passera 10 années de sa vie à tenter d'obtenir les appuis nécessaires.
En 1964, il est invité par Hydro-Québec à accompagner un groupe de financiers américains sur le chantier de la centrale Manic-5 alors en construction sur la Côte-Nord. Boulet profite de la présence de plusieurs membres de la haute direction de la société d'État, il plaide en faveur de la création d'un centre de recherche d'envergure international afin d'accroître la réputation d'Hydro-Québec comme l'une des grandes compagnies d'électricité de stature mondiale.

### Fondateur de l'IREQ
En 1965, Hydro-Québec accepte de soutenir l'établissement d'un centre de recherche et confie à Boulet le mandat de dresser l'état de la recherche de pointe en électricité. Dans une série de rencontres à travers le monde, il recrute quelques scientifiques de renom et noue des liens avec les principaux fabricants d'appareillages électriques, ASEA et Cégélec.
L'Institut de recherche d'Hydro-Québec (IREQ) est officiellement fondé en 1967 et le directeur Boulet prend possession de ses installations de Varennes en 1970. Pas moins de 18 des 24 premiers chercheurs recrutés par Boulet proviennent de l'étranger. Boulet se transforme alors en professeur de français, afin de mieux intégrer ses recrues à la société québécoise.
Boulet dirige l'IREQ pendant 15 ans, au cours desquelles il encourage notamment les recherches sur le transport d'électricité à courant continu et met en place un tokamak à Varennes, dans le but de stimuler la recherche sur la fusion nucléaire.
Il quitte la direction de l'Institut en 1982 pour être promu comme vice-président à la technologie et aux affaires internationales d'Hydro-Québec. Avant de prendre sa retraite, il accepte de prendre la direction par intérim de l'Institut Armand Frappier à Laval, en 1988.
En 1998, le gouvernement du Québec annonce la création du Prix Lionel-Boulet, remis chaque année « à un chercheur qui s'est distingué par ses inventions, ses innovations scientifiques et technologiques, son leadership dans le développement d'entreprises et son apport au développement économique ».

## Honneurs
- 1970 - Prix Urgel-Archambault
- 1973 - Fellow de l'Institut canadien des ingénieurs
- 1975 -  Officier de l'Ordre du Canada[4]
- 1983 - Médaille McNaughton
- 1984 - Médaille Gloire de l'Escolle
- 1993 - Prix Armand-Frappier
- 1996 -  Officier de l'Ordre national du Québec (à titre posthume)[5]
- Une plaque "Ici vécut" de la ville de Québec est présente au 530, rue Saint-Olivier, en son honneur, pour indiquer son ancien lieu de résidence.